# Andrzej Ruszkowski (entomolog)
Andrzej Ruszkowski (ur. 2 lipca 1928 w Knyszynie, zm. 30 marca 2023) – polski entomolog specjalizujący się w apidologii.
Urodził się w Knyszynie jako syn entomologa i późniejszego profesora Jana Ruszkowskiego. Tytuł magistra uzyskał w 1952, a stopień doktora w 1965. W latach 1970–2000 pracownik Oddziału Pszczelarstwa Instytutu Sadownictwa i Kwieciarstwa w Puławach. Od 1974 zatrudniony jako docent. Jest autorem kilkudziesięciu publikacji naukowych. Dotyczą one m.in. biologii i ekologii szkodników sadowniczych i zapylaczy roślin uprawnych oraz znaczenia gospodarczego i ustalenia roślin pokarmowych pszczół, zwłaszcza trzmielowatych i samotnic. Liczne opracowania poświęcił problematyce polskojęzycznego nazewnictwa owadów, publikując m.in. dwuczęściowy „Słownik polskich nazw owadów”, którego współautorem uczynił pośmiertnie swojego ojca. W 2020 opublikował dwutomową gramatykę i słownik sztucznego języka pomocniczego konverbo.